# Hippoporella fastigatoavicularis
Hippoporella fastigatoavicularis är en mossdjursart som beskrevs av Arnold Girard Kluge 1955. Hippoporella fastigatoavicularis ingår i släktet Hippoporella och familjen Hippoporidridae. Inga underarter finns listade i Catalogue of Life.